# Комитет защиты национальных интересов
Комитет защиты национальных интересов — анонимный проект, запущенный в июне 2020 года и декларирующий своей целью информирование людей о деятельности «иностранных агентов» на территории РФ. На новой версии сайта проект представлен как «союз независимых друг от друга патриотических организаций» и декларируется цель «уничтожить всех врагов России».

## Описание
Согласно докладу ОВД-Инфо, сайт данного проекта создаёт крайне негативный образ «иностранного агента», в число которых входят как те, кто внесен в соответствующий государственный реестр, так и те, кто, по мнению авторов, просто получает какое-либо иностранное финансирование. На каждого собирается и публикуется только та информация, которая может очернить репутацию человека или организации.

## Состав
Состав авторов и участников проекта неизвестен, на сайте использована фотография председателя совета федеральных координаторов Всероссийского добровольческого движения «Волонтерская рота „Боевого братства“» Антона Демидова, который отрицает своё участие в проекте.